# لائر
لائر (به آلمانی: Laer) یک شهر در آلمان است که در Steinfurt واقع شده‌است. لائر ۶٬۳۴۳ نفر جمعیت دارد.